# Gäddtjärnen (Borgsjö socken, Medelpad, 691947-149149)
Gäddtjärnen är en sjö i Ånge kommun i Medelpad och ingår i Ljungans huvudavrinningsområde.